# Non-dit
Pour le film homonyme, voir Non-dit (film).
Le terme non-dit désigne ce qui n'est pas explicitement dit, ce qui est caché ou implicite dans le discours d'un individu, d'un groupe humain.

## Non-dit et linguistique
Le terme non-dit offre une occasion de décrire verbalement un concept qui ne peut pas s'exprimer de soi même.

## Non-dit et ethnologie
En ethnologie,  l'ethnométhodologie établit un lien fort entre les non-dits constatés et la notion d'allants de soi.

## Référence culturelle
- Non-dits : chanson de Christian Olivier, chantée en duo avec Olivia Ruiz.
- Non-dit (film), film belge réalisé par Fien Troch sorti en 2008.